# Plan particulier de mise en sûreté
Un Plan particulier de mise en sûreté (PPMS) est un dispositif de sécurité civile mis en place depuis 2002 dans les établissements scolaires français. Il est utilisé en cas d'alerte à une catastrophe comme un événement climatique (feu de forêt, inondation, tempête...), un accident industriel, une catastrophe nucléaire, une rupture d'un barrage ou un risque d'attentat-intrusion.
À partir de 2015, le PPMS est obligatoire dans tous les établissements scolaires. Des exercices d’entraînement ont lieu tous les ans, sous la responsabilité des directeurs des établissements. Les PPMS unifiés doivent être mis en place avant la rentrée de septembre 2028, ils concernent à la fois les risques majeurs (naturels et technologiques) et les risques liés aux attentats et intrusions.

## Historique
Le Plan particulier de mise en sûreté (PPMS) est un dispositif de sécurité instauré dans les établissements scolaires français depuis 2002. Son objectif est de préparer les équipes enseignantes, le personnel et les enfants des établissements scolaires pour faire face à une situation de crise, jusqu'à l'arrivée des services de secours, ou le retour à une situation normale. Il a été mis en place en 2002 à la suite des tempêtes Lothar et Martin de décembre 1999 et de la catastrophe industrielle sur le site AZF de Toulouse survenue le 21 septembre 2001, avant d'être renforcé en 2016 à la suite des attentats de janvier et novembre 2015 à Paris et celui du 14 juillet 2016 à Nice. Chaque PPMS est défini en accord avec la préfecture de police,. 
Depuis 2015, la mise en place d'un PPMS est obligatoire pour l'ensemble des écoles, des collèges et des lycées. Ces établissements d'enseignement doivent par ailleurs s'équiper d'une alarme visuelle et/ou sonore (distincte de l'alarme incendie) avec éventuellement un signalement auprès de la gendarmerie ou du commissariat de police. Les risques liés aux attentats et intrusions ont été ajoutés au PPMS en 2016 à la suite des attentats de janvier et novembre 2015 à Paris, puis ceux du 14 juillet 2016 à Nice. Le financement des dispositifs est assuré par les collectivités locales,. 
Le PPMS est conçu sous le pilotage des directeurs d'école ou des chefs d'établissement (collège et lycée). Il est nécessaire d'actualiser ce plan chaque année : effectif, année en cours, missions modifiées.
Depuis l’année scolaire 2016-2017, trois exercices de sécurité (deux pour les risques d'incendie et un autre pour les risques d'attentat-intrusion) sont effectués,.
L'alarme spécifique au déclenchement du PPMS doit différer de celle qui est utilisée pour les incendies, elle peut être :
- une sonnerie continue ou entrecoupée par un message parlé ;
- un sifflet ;
- une corne de brume.

Dès que la sonnerie est déclenchée, l'évacuation ou le confinement peuvent être ordonnés suivant le type d'événement. Dans le cas d'une alerte attentat-intrusion, il ne faut évacuer que si le danger a été identifié et localisé et si les élèves et personnels peuvent s'échapper en sécurité. Si l'un de ces critères n'est pas présent, ou dans le cas d'autres risques majeurs, le confinement est déclenché. Lorsque la crise est terminée, une sonnerie de fin d'alerte peut retentir selon les établissements.
À partir de 2023, les PPMS pour les écoles sont établis sous la responsabilité des directions des services départementaux de l'Éducation nationale et non plus des directeurs d'école. Pour les collèges et les lycées c'est le chef d’établissement qui rédige le PPMS. Par ailleurs, les PPMS sont dits « unifiés », en effet, ils concernent à la fois les risques majeurs (naturels et technologiques) et les risques attentats/intrusion. Ces PPMS unifiés doivent être mis en place avant la rentrée de septembre 2028,.

## Contenu d'un PPMS
Le PPMS couvre les risques suivants :
- Risques industriels (accident sur un site industriel ou lié à un véhicule transportant des matières dangereuses) ;
- Risques nucléaires ;
- Risques climatiques (tempêtes, inondations, feux de forêts...) ;
- Ruptures de barrages ;
- Risques liés aux attentats et intrusions.

## Analyse
Le pédopsychiatre Stéphane Clerget considère qu'il n'est pas obligatoire d'indiquer « les tenants et aboutissants aux plus jeunes, âgés de 3 à 5 ans ». L'exercice doit se dérouler sous la forme d'un jeu. Par contre pour la grande section, il faut donner du sens à l'exercice.

## Texte réglementaire
- Bulletin officiel du 26 novembre 2015 - Circulaire no 2015-205 du 25 novembre 2015 du ministère de l’Éducation nationale, de  l’Enseignement supérieur et de la Recherche, du ministère de  l’Intérieur et du ministère de l’Écologie, du Développement durable  et de l’Énergie. Celle-ci remplace la circulaire no 2002-119 du 29 mai 2002 qui avait institué le plan particulier de mise en sûreté[6].